# Emma Turolla
Emma Turolla (Torino, 7 settembre 1858 – Milano, 6 giugno 1943) è stata una cantante lirica e insegnante di canto italiana.

## Biografia

### Infanzia
Nacque a Torino, figlia di Remigio Turolla e Angelica Turolla-Cravero, anche loro cantanti d'opera. Si formò professionalmente con Daniele Antonietti, il padre degli attori Hilda Anthony e Vernon Steele.

### Carriera

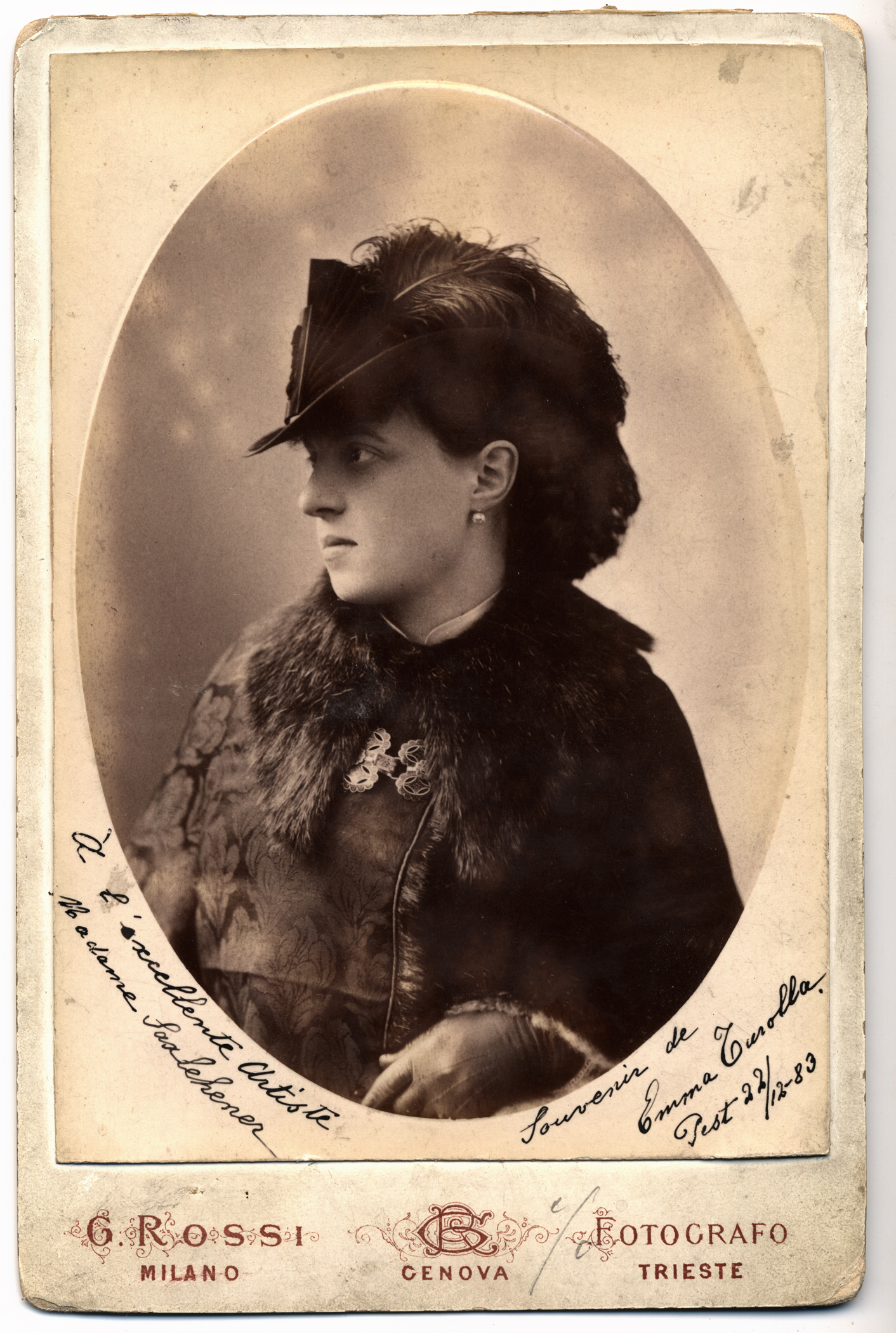
Emma Turolla

Turolla si esibì al Covent Garden di Londra nel 1879, e di nuovo nel 1880. Fu a San Carlo Theatre a Lisbona per la stagione 1881-1882. Si esibiva regolarmente a Budapest, sotto contratto alla Royal Opera House ungherese dal 1883 al 1886. Popolare a Praga nel 1883 e a Vienna nella stagione 1883-1884. Nel 1887, visitò il Sud America. Fu particolarmente nota per aver cantato, tra le altre parti, il ruolo principale in Aida e Leonora ne Il trovatore. "La voce della Turolla è sonora e potente, senza stridi e durezze, uniforme dai bassi agli acuti", commentò un critico dell'epoca. Per le proprietà benefiche sulla sua voce, fu una delle sostenitrici delle Soden Mineral Pastilles nella pubblicità sui giornali nel 1888. Nel 1908, dette inizio ad una scuola di canto a Milano.

### Ultimi anni
Emma Turolla lasciò il palco nel 1888, dopo una delusione sentimentale. Venne segnalata come deceduta nel 1889 a Budapest, ma due anni dopo, i giornali menzionarono il suo matrimonio con un ufficiale di cavalleria italiano, il capitano M. De Capitani d'Arzago. Morì nel 1943, all'età di 84 anni a Milano.